# 존 그리빈

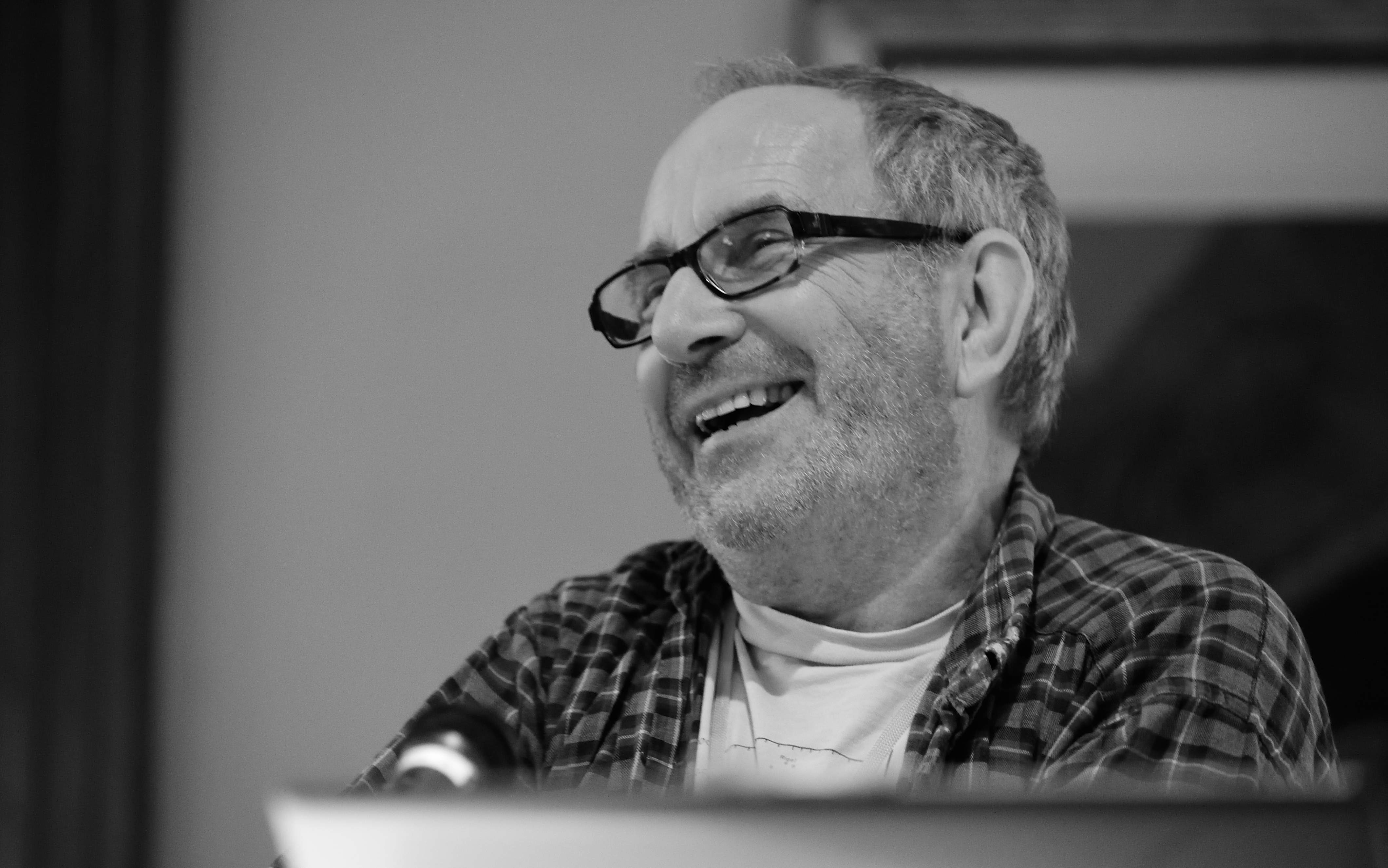

존 그리빈 (1946년 출생)은 영국의 과학 저술가이자 서식스 대학의 천문학 객원 교수이다.
1966년 서섹스 대학에서 물리학 학위를 받고 졸업하였다. 이후에는 1967년 서섹스에서 천문학 이학 석사를 수료하였으며, 1971년 영국 케임브리지 대학에서 천체 물리학을 전공하여 박사 학위를 받았다. 과학 저술가로서 과학 저널 〈네이처〉와 〈뉴 사이언티스트〉에서 일하였으며, 타임즈, 가디언, 인디펜던트, BBC 라디오에서도 기사를 투고하였다. 대표적인 저서로는 《슈뢰딩거의 고양이를 찾아서》(1984), 《슈뢰딩거의 고양이와 실체 탐구》(1996), 《Q는 퀀텀의 Q》(1999)가 있다.